# 素攀玛差
素攀玛差（皇家轉寫：[Suphannamatcha或Suphan Matcha] 错误：{{Transl}}：转写文本非拉丁字母（pos 19: 或）（帮助），羅馬化：Suvaṇṇmacchā，羅馬化：suvaṇṇamacchā；字面意为“金鱼”）是罗波那的女儿，出现在泰国和其他东南亚版本的《罗摩衍那》中。她是一位人鱼公主，试图破坏哈努曼修建通往楞伽桥梁的计划，但反而爱上了他。
素攀玛差的形象在泰国民间传说中很受欢迎，并出现在小布带或带框的图片上，这些图画作为幸运符挂在泰国各地的商店和房屋中。

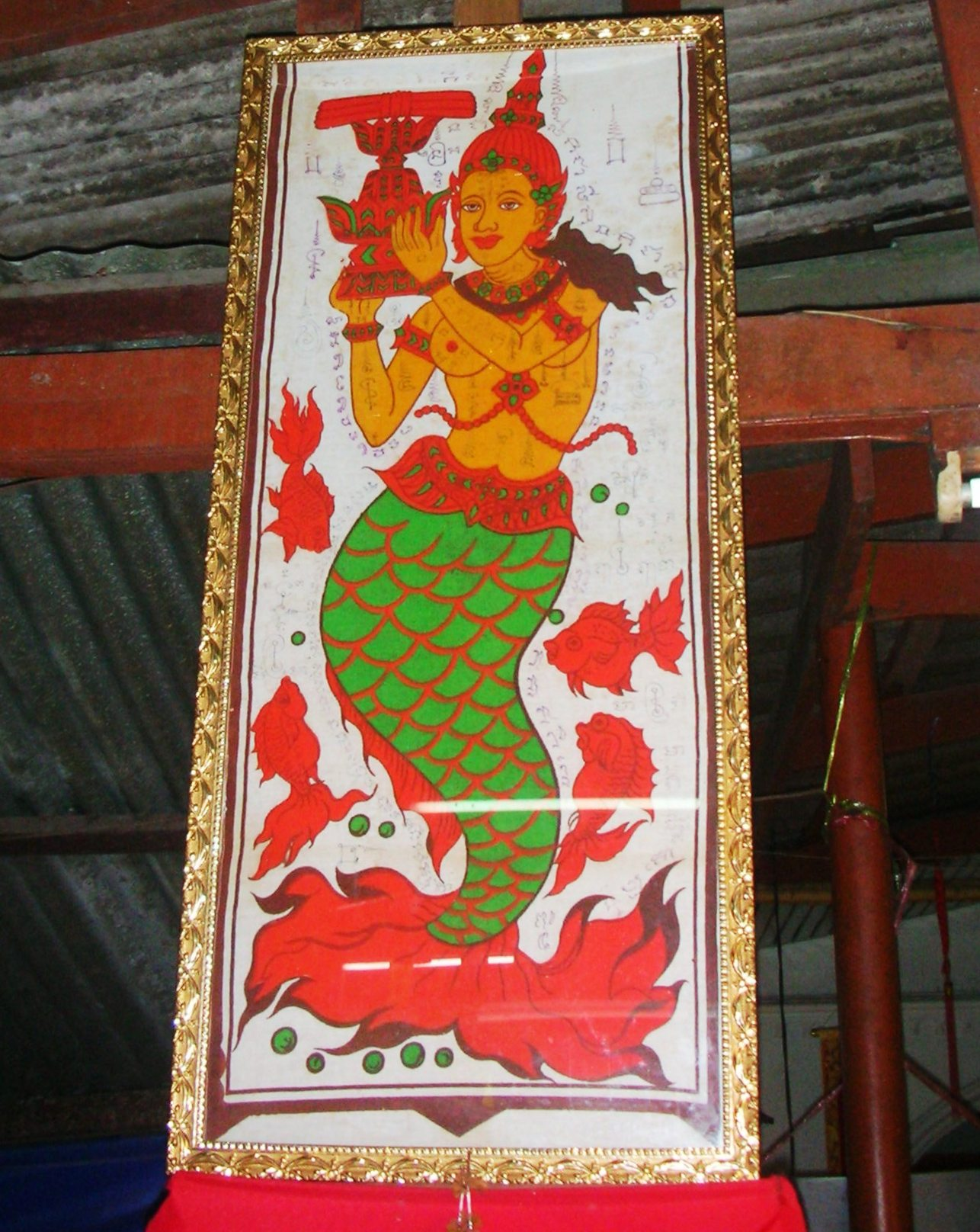
泰国暖武里府一家河边商店的素攀玛差招财画像